# Queensland-Riesenratte
Die Queensland-Riesenratte (Uromys hadrourus) ist ein in kleinen Gebieten im nordöstlichen Australien verbreitetes Nagetier in der Gattung der Mosaikschwanz-Riesenratten. Die Art wurde ursprünglich in der Gattung eigentliche Mosaikschwanzratten (Melomys) beschrieben. Sie ist eng mit der Weißschwanz-Riesenratte (Uromys caudimaculatus) und anderen Gattungsmitgliedern aus dem nordöstlichen Australien und Neuguinea verwandt.

## Merkmale
Trotz Zugehörigkeit zu den Riesenratten ist die Art mit einer Kopf-Rumpf-Länge von 170 bis 185 mm, einer Schwanzlänge von 184 bis 196 mm und einem Gewicht von 170 bis 220 g recht klein. Die Hinterfüße sind etwa 38 mm lang und die Länge der Ohren beträgt 20 bis 25 mm. Typisch ist ein kurzes und borstiges Fell, das auf der Oberseite mittelbraun bis rotbraun ist, wobei einige dunkle Deckhaare eingemischt sind. Erwachsene Exemplare besitzen einen auffälligen dunklen Augenring. Es besteht eine deutliche Grenze zur weißen Unterseite. Kennzeichnend für den Kopf sind abgerundete graubraune und nackte Ohren und lange schwarze Vibrissen. Im Gegensatz zur Weißschwanz-Riesenratte ist der weiße Bereich an der Schwanzspitze kürzer, während der vordere Abschnitt des nackten Schwanzes grau ist. Die vier paarig angeordneten Zitzen der Weibchen liegen im Leistenbereich. Die Queensland-Riesenratte hat einen diploiden Chromosomensatz mit 48 Chromosomen (2n=48).

## Verbreitung
Dieses Nagetier bewohnt mehrere kleine Gebiete an der Ostküste der Kap-York-Halbinsel im Bundesstaat Queensland in Australien. Es hält sich im Hügel- und Bergland zwischen 550 und 1250 Meter Höhe auf. Die Individuen bewohnen tropische Regenwälder mit dichtem Unterwuchs und vielen umgestürzten Bäumen. Sie bewegen sich gewöhnlich im Umfeld von Wasserläufen.

## Lebensweise
Die Queensland-Riesenratte hält sich meist auf dem Boden auf, was sie von der Weißschwanz-Riesenratte unterscheidet. Die Nahrung besteht aus Pflanzensamen, aus Luftwurzeln, aus Baumsäften, die beim Lösen der Baumrinde erreicht werden, und aus Insekten, die meist beim Durchwühlen der halbverrotteten Baumreste gefunden werden. Die Art frisst auch Nüsse von Athertonia diversifolia, Beilschmiedia bancroftii und der Gattung Endiandra (beide Lorbeergewächse).
Die Individuen ruhen am Tage in einfachen selbst gegrabenen Erdhöhlen, die oft neben Bäumen und unter einer dichten Laubschicht liegen, in vorhandenen Baumhöhlen in Bodennähe oder unter überhängenden Gewässerkanten. Bis auf recht auffällige Laute, die bei Weibchen am deutlichsten sind, ist fast nichts über das Sozialverhalten bekannt. Die Rufe der Weißschwanz-Riesenratte sind jedoch lauter. Exemplare, die vermutlich kurz zuvor die Geschlechtsreife erreichten, wogen 140 und 145 g. Vermutlich findet die Fortpflanzung in der zeitigen Regenzeit und in angrenzenden Monaten zwischen November und April statt. Es wird angenommen, dass die maximale Lebensdauer bei 4 bis 5 Jahren liegt.

## Gefährdung
Das Austrocknen der Wälder infolge der globalen Erwärmung stellt die größte Bedrohung dar. Dank der Anerkennung der Region als Weltnaturerbe Wet Tropics of Queensland hielt sich die Gesamtpopulation zwischen 2005 und 2015 stabil. Klimamodelle lassen jedoch eine Abnahme der Regenwälder in den nächsten 30 bis 50 Jahren befürchten. Die IUCN listet die Queensland-Riesenratte in der Vorwarnliste (near threatened).